# Боєнко Дмитро Петрович
Боєнко Дмитро Петрович — (1918 — 1943) — капітан Робітничо-Селянської Червоної Армії, учасник Другої Світової війни, Герой Радянського Союзу (1944), старший помічник начальника розвідувального відділу штабу 23-го стрілецького корпусу 47-ї армії Воронезького фронту.

## Біографія
Народився в 1918 році в селі Комаровка нині Кореневського району Курської області в сім'ї селянина, росіянин. Навчався в педагогічному училищі, по закінченню училища працював учителем.
У Червоній Армії з 1939 року. У 1941 році закінчив Бакинське військове піхотне училище і був направлений на фронт.
Старший помічник начальника розвідувального відділу штабу 23-го стрілецького корпусу (47-а армія, Воронезький фронт) комсомолець капітан Дмитро Боєнко в ніч на 25 вересня 1943 з групою бійців переправився на правий берег Дніпра в районі дачі Тальберга, вище міста Канева Черкаської області. Група бійців оцінила обрис переднього краю оборони противника, наявність його сил і систему вогню. Ці дані були доставлено командуванню, що сприяло успішному і швидкому форсування річки частинами корпусу.
Потім, вже будучи на правому березі, не раз ходив у розвідку по тилах ворога, доставляючи командуванню дуже цінні відомості.
Під час боїв на плацдармі він три дні безперервно знаходився на спостережному пункті поблизу від переднього краю противника і коригував вогонь радянської артилерії. 20 жовтня капітан ворог виявив місце перебування Боєнка та обрушив сюди лавину снарядів. Розвідник залишився на місці і загинув. Похований у місті Каневі.
Указом Президії Верховної Ради СРСР від 3 червня 1944 а за «зразкове виконання бойових завдань командування на фронті боротьби з німецько-фашистськими загарбниками і проявлені при цьому мужність і героїзм» капітан Дмитро Боєнко посмертно був удостоєний високого звання Героя Радянського Союзу.
Боєць також був нагороджений орденом Леніна. Ім'ям Героя названа вулиця в місті Каневі.